# 吴宇航
吴宇航（1997年6月3日—）生于浙江省台州市，是一名中国男子游泳运动员，主攻蝶泳。他童年时因为父母在宁波经商的关系而居住在宁波，小学一年级时，他被教练看中，开始练习游泳，一年半后，他进入宁波市队，之后又进入浙江省队。2016年8月，他代表中国队出战里约奥运，获得男子200米蝶泳第27名。